# Beaufay
Beaufay är en kommun i departementet Sarthe i regionen Pays de la Loire i nordvästra Frankrike. Kommunen ligger i kantonen Ballon som tillhör arrondissementet Le Mans. År 2022 hade Beaufay 1 523 invånare.

## Befolkningsutveckling
Antalet invånare i kommunen Beaufay
| Referens: INSEE |